# 津守英五郎
津守 英五郎（つもり えいごろう、1891年5月8日 - 1979年5月1日）は、日本の技術者。
和歌山県出身。1912年（明治45年）に東京高等工業学校電気科を卒業し、吉村商会、東洋無線電信電話社長、吉村木工所監査役を務めた。
日本で初めて真空管式無線機の実験に成功した。
妻の八重は、共立電機常務取締役を務めた石黒慶三郎の長女。長女は佐治守夫に嫁いだ。